# Orterer Gruppe

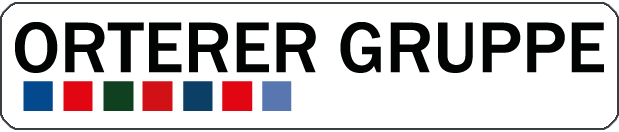
Logo

Die Orterer Gruppe ist eine süddeutsche Unternehmensgruppe im Bereich Getränkeeinzelhandel mit Sitz in Unterschleißheim bei München. Sie besteht aus folgenden Unternehmen:
- Orterer Getränkemärkte GmbH, Region München: 81 Märkte
- Benz Wein- und Getränkemärkte GmbH, Region Stuttgart (Mitte des 19. Jahrhunderts als Cuppinger’sche Mineralwasserhandlung gegründet): 27 Märkte
- sobi Getränkemärkte GmbH, Region Augsburg: 26 Märkte
- Fränky Getränkemarkt GmbH, Region Nürnberg: 25 Märkte
- Streb Wein- und Getränkemarkt GmbH, Region Gaggenau (seit 2018 zu Orterer): 19 Märkte

Der Umsatz der Unternehmensgruppe mit ihren 178 Getränkemärkten lag 2021 bei 388 Millionen Euro. Damit gehört Orterer zu den zwei größten Getränkehändlern in Deutschland.

## Orterer Getränkemärkte GmbH
Die Orterer Getränkemärkte GmbH wurde im Jahr 1975 von Walter Orterer (* 1949) mit seinem ersten Getränkemarkt in München gegründet. Im Jahr 2022 gab es in Bayern 81 Orterer-Märkte.